# Symmoca dodecatella
Symmoca dodecatella is een vlinder uit de familie dominomotten (Autostichidae). De wetenschappelijke naam is voor het eerst geldig gepubliceerd in 1859 door Staudinger.
Deze vlinder komt voor in Europa.

## Synoniemen
- Symmoca pleostigmella Rebel, 1917
- Symmoca tristella Caradja, 1920